# Clubul de turism Concordia din Lugoj
Clubul de Turism "Concordia" din Lugoj este o asociație non-profit (ONG), înființată încă din anul 1979. Membrii fondatori Ioan Berariu, Peter Schlupp, Andrei Petruiescu, Victor Marga, Zoltan Korka, Gheorge Roșu și Marius Furdean au urmărit încă de la început un o dezvoltare turistică sănătoasă, într-un spirit ecologic.
La început, s-au organizat drumeții montane în apropierea Lugojului. Apoi pe măsură ce organizația a avut mai mulți adepți, excursiile s-au extins în toate masivele muntoase din Romania, pentru ca ulterior și în Europa dar și în masivele importante din toată lumea. 
În cadrul Clubului de Turism "Cocordia" Lugoj s-au dezvoltat în cei 30 de ani de existență mai multe secții de turism: drumeție montană, cicloturism, escaladă, speologie, turism nautic, dar și compartimentul de ecologie.
În anul 1997 s-a organizat prima ediție a concursului de ciclism montan "Cupa Concordia". Concursul a continuat an de an, reunind cicliști din toată România și Europa, ajungand la 20 de editii in 2019.
Anual au loc tabere de turism, ce vizează masivele muntoase din apropierea Lugojului.